# Badia a Passignano
Badia a Passignano is een frazione in de gemeente Barberino Tavarnelle, in Toscane, Italië. Het dorp heeft 52 inwoners (2011).
In Passignano bevindt zich de Abdij van San Michele Arcangelo a Passignano.
Het dorp is onderdeel van een beschermd park.